# Jag för dig, o Gud! klagar
Jag för dig, o Gud! klagar är en gammal botpsalm i tio verser av Jonas Petri Gothus.
Psalmen inleds 1695 med orden:
Jagh för tigh! / o Gudh! klagar
min synd och skröplighet

## Publicerad i
- 1695 års psalmbok som nr 257, under rubriken "Boot-Psalmer".